# Бабунски, Давид
Давид Бабунски (макед. Давид Бабунски; род. 1 марта 1994, Скопье) — македонский футболист, полузащитник клуба «Мезёкёвешд» и национальной сборной Северной Македонии.

## Клубная карьера
До 2006 года Давид занимался в футбольной школе клуба «Граменет». В 2006 году он вошёл в систему «Барселоны». Македонец был важнейшим звеном во всех молодёжных командах каталонского клуба, а в 2013 году он был переведён в «Барселону B». Свой первый (и как потом оказалось последний) гол за каталонский клуб он забил 31 мая 2014 на последней минуте в матче с Алькорконом и принёс своему клубу победу со счётом 4:3.
В сезоне 2014/15 Барселона B заняв 22 место в Сегунда А вылетает в Сегунду В.
28 января 2016 года подписывает двухлетний контракт с сербской «Црвена Звезда». Дебют в Чемпионате Сербии состоялся 20 февраля в матче с «Младостом».

## Карьера в сборной
14 августа 2013 года Давид дебютировал за национальную сборную Македонии в товарищеском матче против сборной Болгарии. 10 сентября того же года он сыграл за сборную в матче отбора на чемпионат мира 2014 против сборной Шотландии.

### Матчи за сборную
| Матчи Бабунски за сборную Македонии | Матчи Бабунски за сборную Македонии | Матчи Бабунски за сборную Македонии | Матчи Бабунски за сборную Македонии | Матчи Бабунски за сборную Македонии | Матчи Бабунски за сборную Македонии | Матчи Бабунски за сборную Македонии |
| №                                   | Дата                                | Оппонент                            | Счёт                                | Голы                                | Соревнование                        |                                     |
| ----------------------------------- | ----------------------------------- | ----------------------------------- | ----------------------------------- | ----------------------------------- | ----------------------------------- | ----------------------------------- |
| 1                                   | 14 августа 2013                     | Болгария                            | 2:0                                 | 0                                   | Товарищеский матч                   |                                     |
| 2                                   | 10 сентября 2013                    | Шотландия                           | 1:2                                 | 0                                   | Отбор ЧМ-2014                       |                                     |
| 3                                   | 15 октября 2013                     | Сербия                              | 1:5                                 | 0                                   | Отбор ЧМ-2014                       |                                     |
| 4                                   | 26 мая 2014                         | Камерун                             | 0:2                                 | 0                                   | Товарищеский матч                   |                                     |
| 5                                   | 30 мая 2014                         | Катар                               | 0:0                                 | 0                                   | Товарищеский матч                   |                                     |
| 6                                   | 15 ноября 2014                      | Словакия                            | 0:2                                 | 0                                   | Отбор ЧЕ-2016                       |                                     |

## Стиль игры
Давид — очень умный и умелый полузащитник с отменной техникой и филигранным последним пасом, прекрасно комбинирует с товарищами по команде. Его часто сравнивают с Андресом Иньестой.

## Достижения
Црвена Звезда
- Чемпион Сербии (1): 2015/16

## Личная жизнь
Отец Давида, Бобан — футболист и футбольный тренер, игрок национальной сборной, в настоящее время главный тренер молодёжной сборной Македонии. Младший брат Дориан — тоже футболист, выступает за юношескую команду мадридского «Реала».